# Ярослав Домбровський
Яросла́в Домбро́вський (пол. Jarosław Dąbrowski; 13 листопада 1836, Житомир — 23 травня 1871, Париж) — польський політик, військовий діяч.
Ярослав Домбровський — учасник боротьби Польщі за незалежність та відновлення держави в кордонах 1772 року. Емігрував до Франції. Був головнокомандувачем збройними силами Паризької Комуни.

## Біографія
Ярослав Домбровский народився в Житомирі, в сім'ї збіднілих дворян.
З 1845 по 1853 роки навчався в Брест-Литовському кадетському корпусі, потім був відправлений до Санкт-Петербурзького дворянського полку та, згодом, до Костянтинівського військового училища, яке закінчив 1855 року прапорщиком.
У 1855 році назначений в 19-у польову артилерійську бригаду, що брала участь у Кавказькій війні. Став учасником й Кримської війни 1853–1856 років, бойові дії якої відбувалися й на Кавказі. Нагороджений за це орденом святого Станіслава.
У 1859 році вступив у Миколаївську академію Генерального штабу в Санкт-Петербурзі. Входив до організації опозиційно налаштованих офіцерів-генштабістів, потім стає одним з його керівників.
З грудня 1860 року почав встановлювати зв'язки з польськими конспіраторами.
6 лютого 1862 приїхав у Варшаву та почав підпільну роботу як конспіративний начальник міста та член Центрального Національного Комітету. У червні було прийнято розроблений Домбровським план повстання.
14 серпня 1862 року Домбровський був заарештований та ув'язнений до Варшавської цитаделі. Навіть перебуваючи в ув'язненні, він керував повстанням. У 1864 році повстання було придушене. Після провалу повстання йому винесли вирок у 15 років каторжних робіт, але в грудні 1864 року він зумів здійснити втечу з московської пересильної тюрми.
У травні 1865 при співпраці В. М. Озерова із заслання визволена Пелагія Домбровська — дружина Ярослава. У червні подружжя емігрувало до Європи.
Під час переїздів по Європі познайомився з Джузеппе Гарібальді, Олександром Герценом, Михайлом Бакуніним.
Восени 1865 року приїхав у Париж, де влаштувався на роботу креслярем. У 1866 році було утворено об'єднання польської еміграції (пізніше — об'єднання польської демократії).
У 1868 році вийшла книга Ярослава Домбровського «Критичний нарис війни 1866 року в Німеччині та Італії», в якій він намагався дати оцінку подіям, що сталися в Європі. У ній він дав прогнози відносно можливого наступного розвитку подій.
У 1869 році Ярослава Домбровського заарештувала французька поліція за хибним доносом, але його виправдали та відпустили на волю.
У 1870 році почалася війна, про яку попереджав Домбровський. Пруссія напала на Францію, розгромивши під Седаном війська імператора. Наполеон III попав у полон. Прусська армія вступила Париж, в цей час у Францію приїхав Джузеппе Гарібальді, але французи відмовились від італійської і від польської допомоги. Та все ж таки в жовтні 1870 року Ярослав Домбровський організував польський легіон у Ліоні, але він залишився практично майже не потрібний.

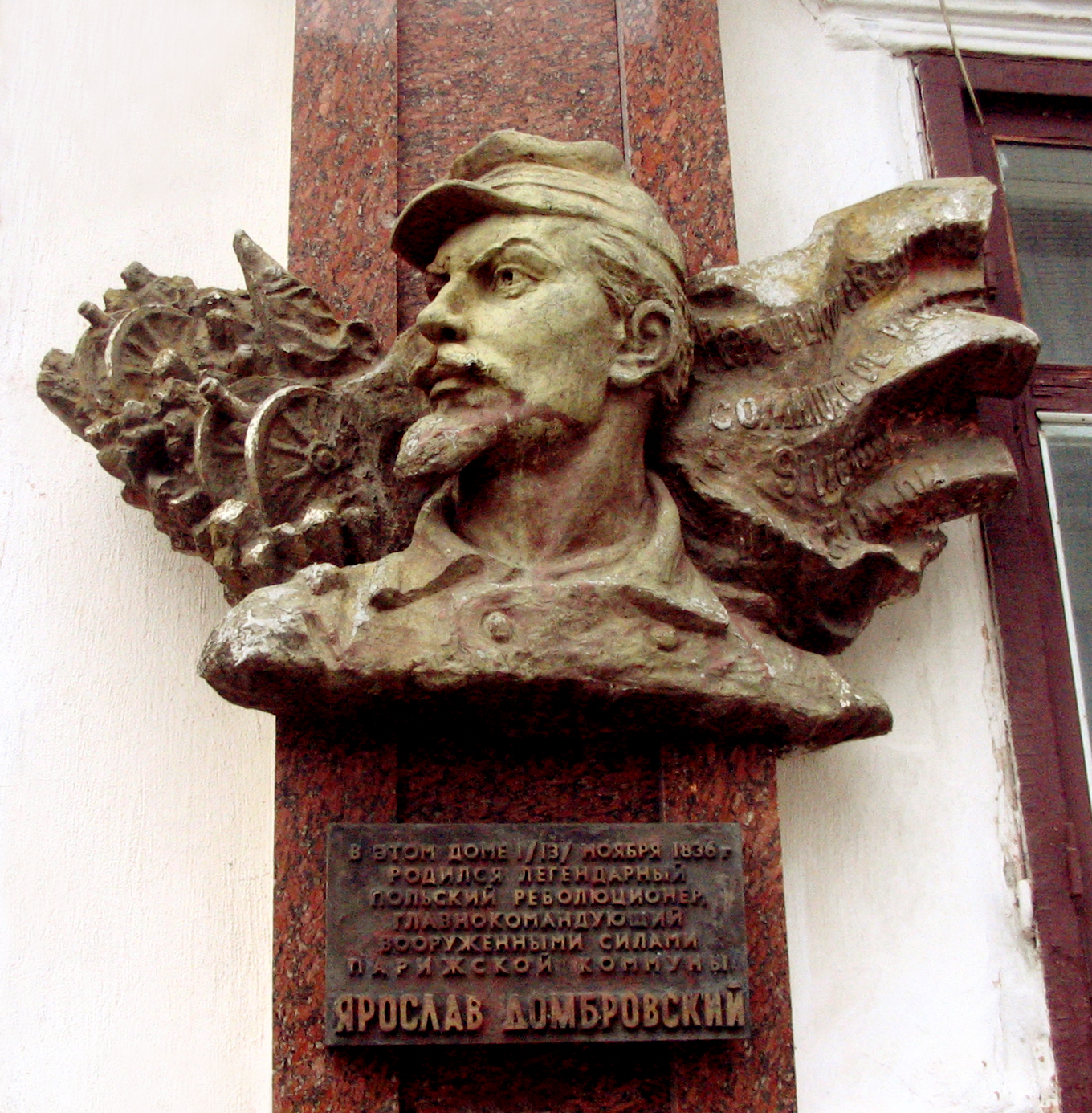
Пам'ятна дошка на будинку, в якому народився Ярослав Домбровський. Житомир, вул. Мала Бердичівська, 10

У березні 1871 Ярослав Домбровський приїхав у Париж. Тут 18 березня представники лівих сил — переважно анархісти — створили Паризьку комуну, і Домбровський став її активним учасником. Серед комунарів були і його друзі. Членом комуни став також Михайло Бакунін, заочно членом комуни вибрали й Гарібальді. Домбровський спочатку керував XI легіоном, потім його призначили комендантом Паризького укріпленого району та командувачем військами західного сектору оборони Парижу. У квітні Домбровському присвоїли звання генерала та доручили керувати військами комуни в боях проти версальських військ.
У травні 1871 року версальські війська увірвались до Парижу. Домбровський керував обороною Комуни.
23 травня 1871 року куля влучила в голову генерала. Він помер через дві години в паризькій лікарні Ларібуазьє.
Через декілька днів Адольф Тьєр придушив повстання та ліквідував Паризьку комуну.
Тіла страчених комунарів та жертв Комуни були поховані на кладовищі Пер-Лашез.

## Праці
- «Критичний нарис війни 1866 року в Німеччині та Італії» (1868)

## Увічнення пам'яті
Пам'ятник (погруддя) Ярославу Домбровському в Житомирі встановлено на розі вулиць Київської та Східної, який було відкрито 16 березня 1971 року на честь століття Паризької комуни. Погруддя виготовлене з бронзи, на постаменті циліндричної форми напис: «Ярослав Домбровський, 1836—1871».